# Rubens Barrichello

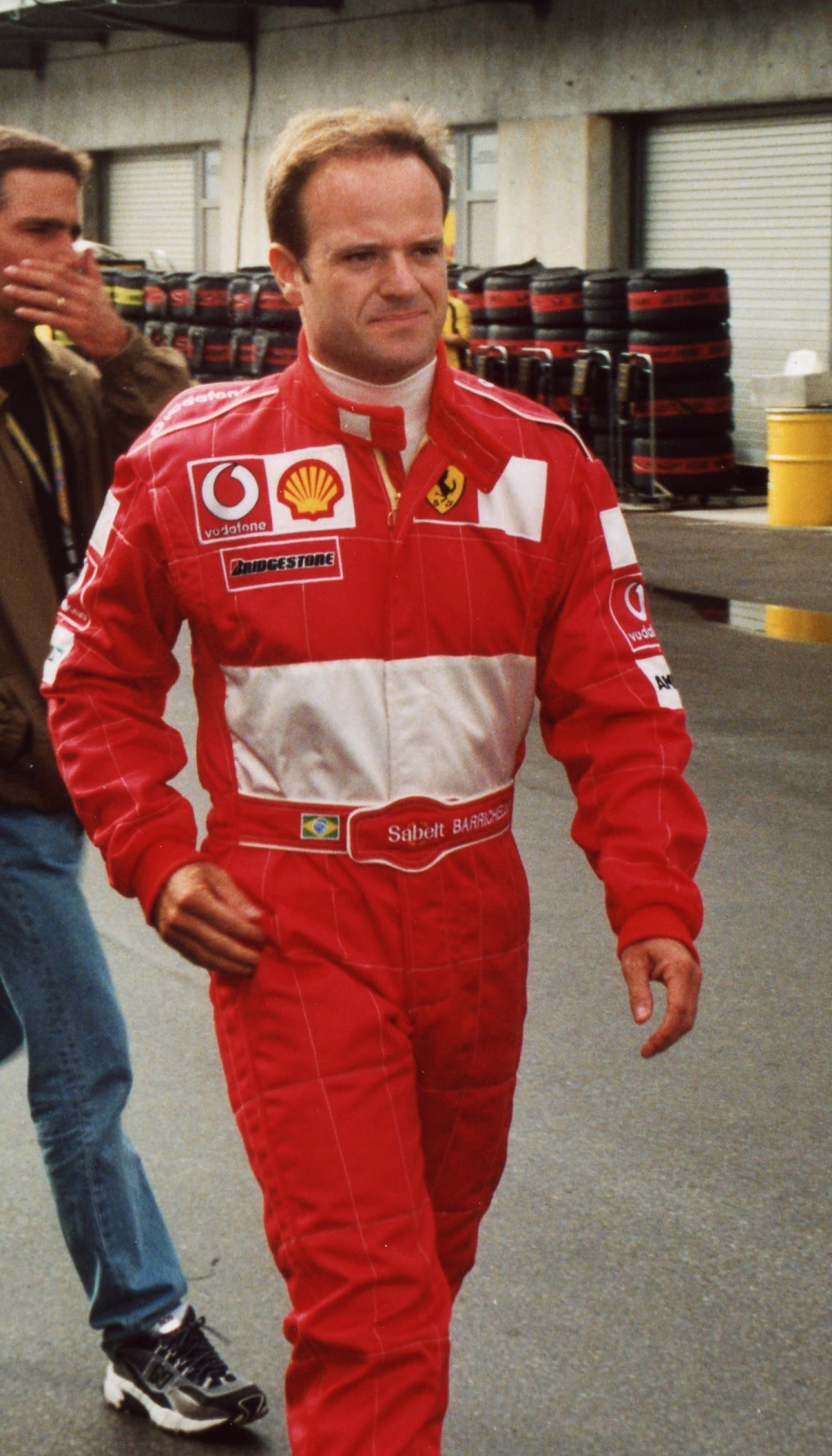

Rubens Gonçalves "Rubinho" Barrichello (São Paulo, 23 de maig de 1972) és un pilot de carreres de Fórmula 1 brasiler.

## Inicis
Va debutar l'any 1993, pilotant un Jordan amb motor Hart. En aquest equip va aconseguir el seu primer podi l'any següent, al circuit d'Aïda posteriorment Circuit de TI. Va passar a la nova escuderia Stewart l'any 1997, i s'hi va estar fins al 1999, any en què aconseguí els seus millors resultats fins al moment. Des de l'any 2000 fins al 2005 actuà d'escuder de Michael Schumacher a l'escuderia Ferrari. Des del 2006 és pilot de l'escuderia Honda.
El 2007, l'escuderia d'Honda és poc competitiva i Barrichello no aconsegueix puntuar en cap carrera, Barrichello inicia una de les seves pitjors temporades, només va estar prop de puntuar al Circuit de Silverstone, on acabà 9è, i al Brasil, en el seu darrer intent de poder puntuar, a la volta 40 fallà el motor del seu F1, sense puntuar en cap cursa. Jenson Button només aconseguí 6 punts en tot el mundial. Rubens va començar la temporada temporada 2008 rodant a bon ritme al Gran Premi d'Austràlia, quedant cinquè, però és desqualificat al reposar amb el Safety Car en pista. A les següents curses, comet errors similars al pas pels boxes i no obté cap punt. No obstant això, a Mònaco és sisè i trenca allà la seva nefasta ratxa de carreres sense puntuar. A Canadà torna a sumar punts (fou 7è). Posteriorment, al Gran Premi del Regne Unit, aconsegueix una brillant tercera posició sota la pluja gràcies a l'estratègia de Ross Brawn. Finalment, Barrichello acaba el campionat en catorzena posició amb 11 punts. A pesar d'haver superat la puntuació obtinguda per Button per primera vegada d'ençà que comparteixen garatge, existien dubtes sobre la seva continuïtat a l'escuderia japonesa. Finalment Rubens segueix a l'equip (ara conegut com a Brawn GP) a la temporada de 2009.

## Temporada a Brawn GP
A la pretemporada de 2009, a Brawn es mostrà competitiu i capaç d'obtenir bons temps. A Austràlia va ser segon, els resultats van sorprendre perquè era el primer dia de debut de l'escuderia. A Malàisia, a causa de la pluja s'anul·la la cursa, i acabà cinquè sortint vuitè a l'inici, però obtenint la meitat dels punts a causa de les condicions climatològiques. A les següents curses, Barrichello també puntua, sent quart al Circuit de Xangai (Xina), cinquè a Sakhir, segon a Montmeló i Mònaco i tercer a Silverstone.
Barrichello durant el Gran Premi d'Alemanya de 2009, fou sisè.
Amb el temps Brown perd competitivitat, i a Alemanya on una errada als boxes amb la mànega de benzina, acaba sisè, després de sortir segon a la sortida; i a Hungaroring, on acabà desè, quedant fora dels punts per primera vegada a la temporada i també per l'escuderia Brown. Un mes després al Gran Premi d'Europa, quedà en la tercera posició. Als entrenaments del Gran Premi de Bèlgica es classifica com a 4t, per una mala sortida a l'inici de la cursa li fa perdre diverses posicions. Dues setmanes després, al Gran Premi d'Itàlia, es classifica 5è. A Marina Bay (Singapur), acaba 6è, per darrere del seu company d'equip Button. A Suzuka (Gran Premi del Japó), acaba 7è, aquesta vegada davant de Jenson Button. A Brasil, el seu país natal, Rubens vuitè després d'una punxada de roda; mentre Button es declarava campió del mundial en quedar cinquè. Al Gran Premi d'Abu Dhabi als Emirats Àrabs, el pilot surt quart, però a la carrera toca amb Webber i baixa a la cinquena posició, cedint davant Jenson Button. Rubens acaba la carrera quart la mateixa posició per la que comença, quedant 3r a la classificació general. El 2 de novembre de 2009, l'equip de Williams anuncia que Rubens serà un dels seus dos pilots.

## Temporada a Williams
Després dels bons resultats obtinguts durant el 2009, Barrichello fitxà per l'escuderia anglesa Williams per fer parella amb Nico Hülkenberg. Barrichello fou l'encarregat del debut del Williams FW32 al Circuit de Xest l'1 de febrer de 2010. Rubens Barrichello aconseguí un punt; amb un vuitè lloc a Austràlia. Posteriorment, el monoplaça per rendiment, però a mesura que passa la temporada Barrichello aconsegueix meritoris quarts i cinquens llocs.
Al llarg de la seva trajectòria ha aconseguit 600 punts, sent el pilot en actiu amb més punts sumats, i el quart de la història.